# Проєкція Гаусса — Крюгера
Проє́кція Га́усса-Крюгера — поперечна циліндрична рівнокутна картографічна проєкція, розроблена німецькими вченими Карлом Фрідріхом Гауссом та Йоганном Гайнріхом Луїсом Крюгером. Гауссом та Крюгером і названа на їх честь. Застосування цієї проєкції дає можливість практично без суттєвих викривлень зобразити досить значні ділянки земної поверхні, і, що дуже важливо, побудувати на цій території систему плоских прямокутних координат. Ця система є найпростішою й зручною для виконання інженерних та топографо-геодезичних робіт.
Дослідженнями було встановлено, що оптимальні розміри території зображення мають обмежуватися меридіанами, віддаленими один від одного на 6°. Ця фігура отримала назву сфероїдального двокутника. Його розміри: 180° по широті (від полюса до полюса), і 6° по довготі. Попри те, що площа зони в проєкції (зони Гаусса) буде збільшеною, відносна похибка довжини в найвіддаленіших від середнього меридіана точках екватора на межі зони становитиме 1/800[джерело?]. Максимальні похибки довжини в межах зони становлять +0,14 %, а площі — +0,27 %; в межах України вони ще менші[джерело?]. Таким чином, похибки довжини та площі в межах зони менші, ніж викривлення, що виникають під час друку карти за рахунок деформації паперу. Зображення зони в проєкції Гаусса практично не має викривлень і дозволяє будь-які карто- та морфометричні роботи.

## Використання
Проєкція Гаусса — Крюгера використовувалась в СРСР і досі застосовується в Російській Федерації, Україні та в деяких колишніх радянських республіках.